# Ribes glaciale
Ribes glaciale är en ripsväxtart som beskrevs av Nathaniel Wallich. Ribes glaciale ingår i släktet ripsar, och familjen ripsväxter. Inga underarter finns listade i Catalogue of Life.

## Bildgalleri

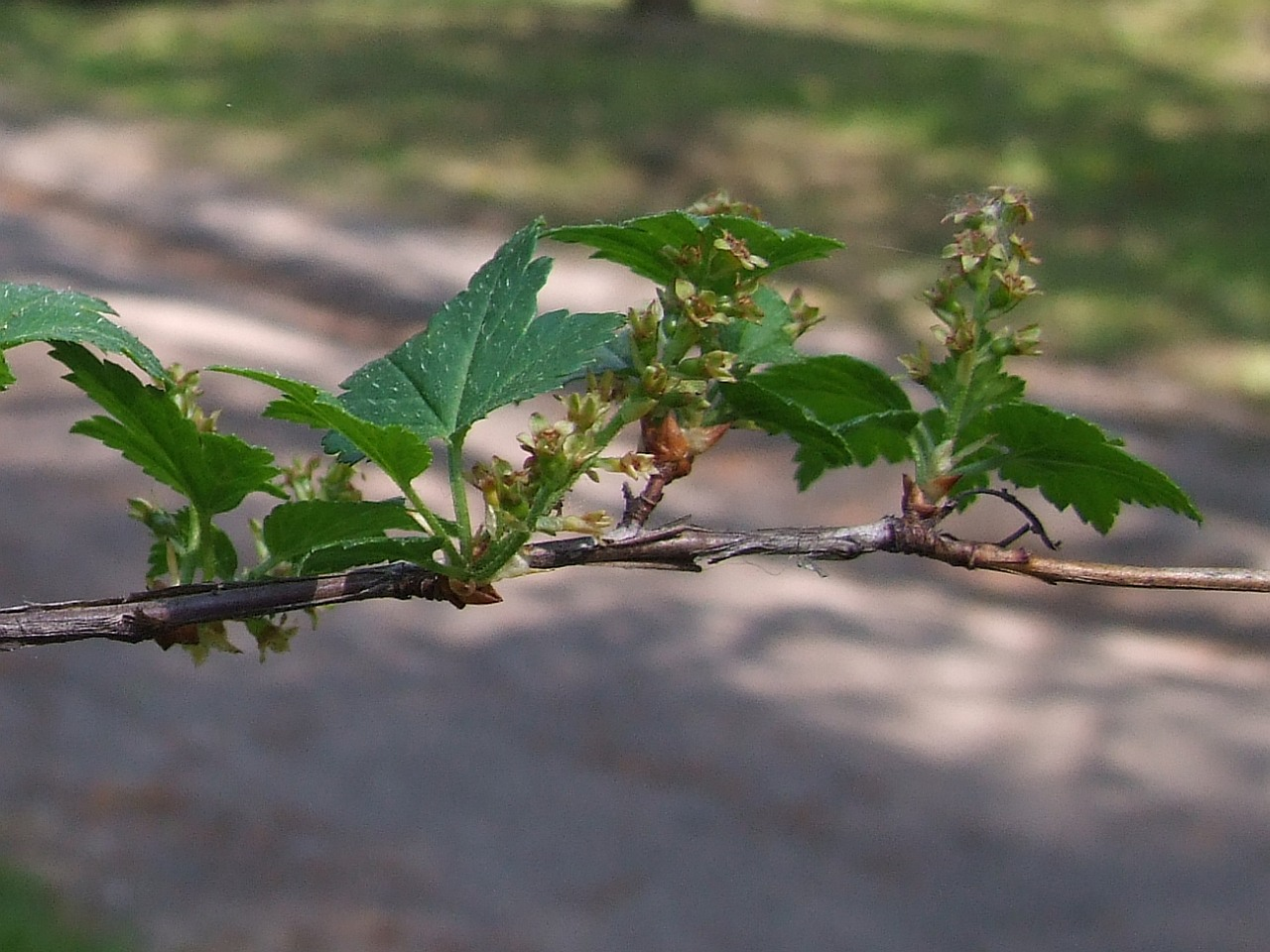
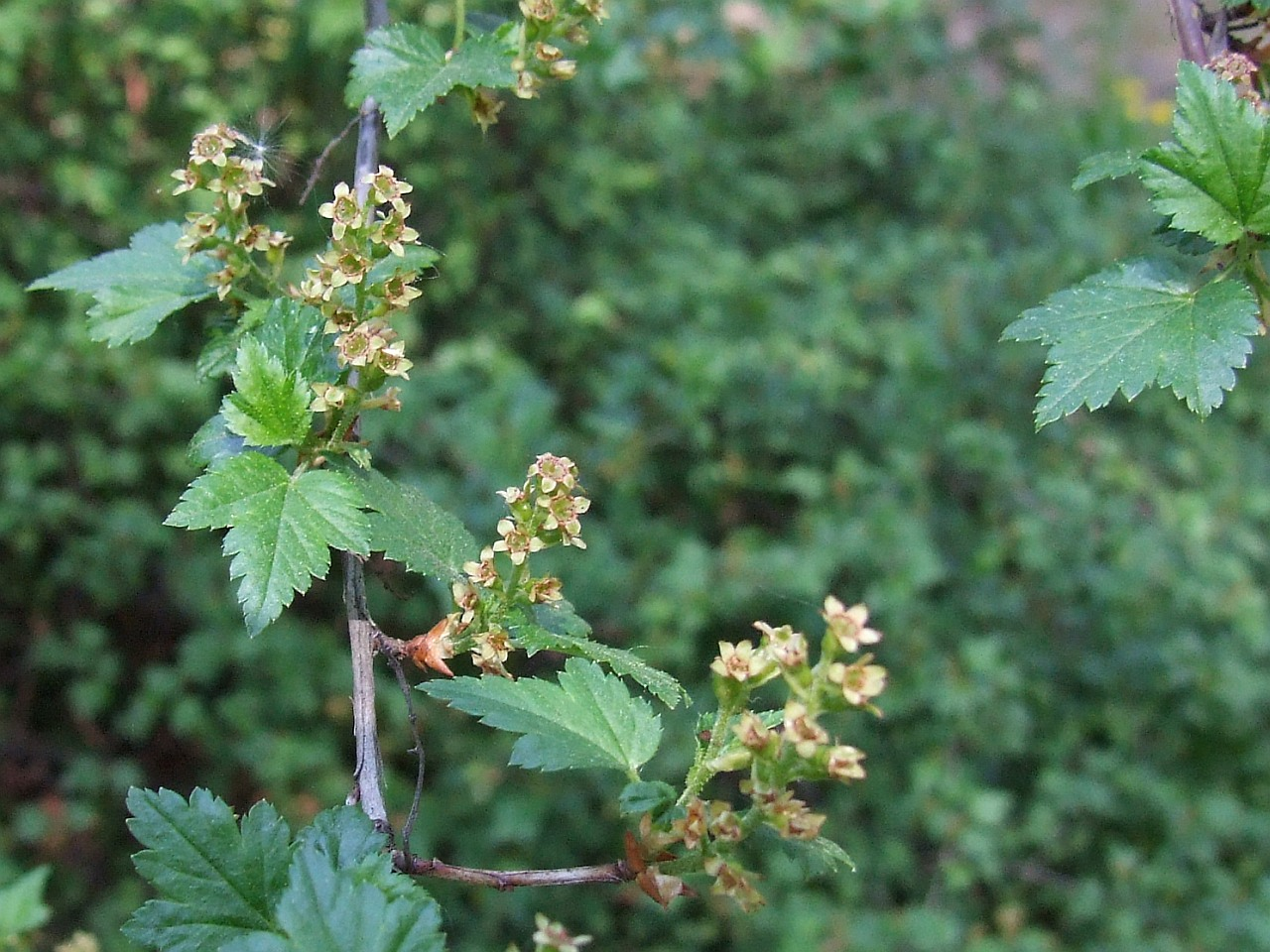